# Марсотрясение

Иллюстрация затененной зоны P-волн на Земле. S-волны не проходят через внешнее ядро.

Марсотрясение (марсианское землетрясение) — природное явление на Марсе, планетотрясение, которое, как и землетрясение, проявляется в виде толчков и колебаний поверхности или внутренней части планеты. Марсотрясение является результатом быстрого высвобождения энергии внутри планеты, вызванного движением тектонических плит или активностью горячих точек, таких как вулкан Олимп или гора Фарсида (лат. Tharsis Montes). Выявление и анализ марсианских землетрясений могут быть полезны для наблюдения за внутренней структурой Марса, а также для определения, сохраняют ли какие-то вулканы активность в настоящее время.

## Обзор
В то время как лунотрясения на Луне ранее уже наблюдались американцами были и хорошо документированы, а также получены убедительные доказательства венеротрясений на Венере, мало что было известно о текущей сейсмической активности на Марсе. По некоторым оценкам считалось, что марсианские землетрясения происходят крайне редко, раз в миллионы лет или даже реже. Тем не менее, было найдено убедительное доказательство того, что в прошлом Марс был сейсмически активен: на обширной области южного Марса обнаружены полосовые магнитные аномалии. На Земле такие аномалии часто являются признаком области, в которой произошёл разлом земной коры и в ходе спрединга формируется новая океаническая кора, например, в области рифтов срединно-океанических хребтов. Хорошим примером этого является Срединно-Атлантический хребет. Однако в данном регионе Марса не было обнаружено явного, сформированного спредингом, хребта, в связи с чем данной магнитной аномалии может потребоваться другое, возможно несейсмическое объяснение.
Каньон Долины Маринер длиной 4000 километров считается остатком древнего марсианского разлома. Однако, если разлом был активен в какой-то момент, неизвестно, сохраняет ли он активность в настоящее время.

## Обнаружение

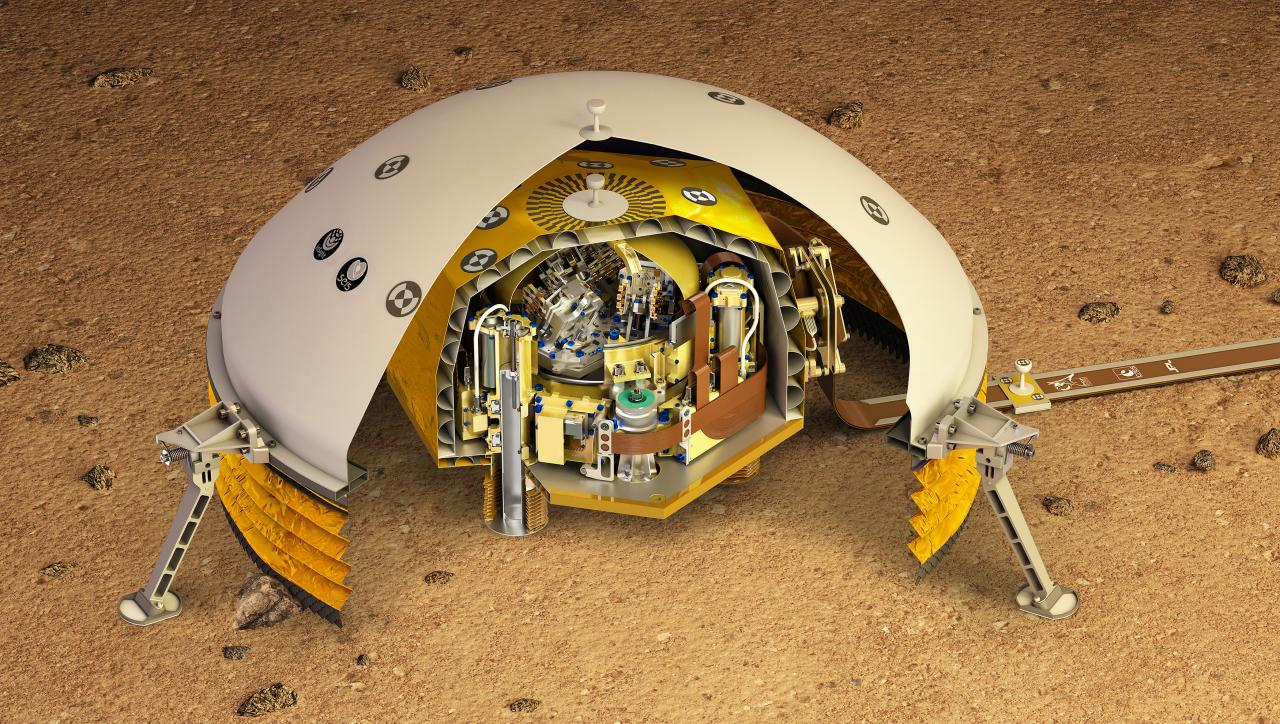
Марсианский сейсмометр SEIS в разрезе

Первые попытки обнаружить сейсмическую активность на Марсе были предприняты с помощью программы «Викинг» в 1975 году. Аппарат функционировал в течение нескольких лет. Но поскольку сейсмографы были установлены в верхней части зондов, стоявших на поверхности на амортизаторах, они раскачивались под воздействием марсианского ветра и не могли обнаружить слабую сейсмическую активность. Тем не менее, это исследование позволило исключить частые и сильные марсианские землетрясения. Викинг-2 собрал данные за 2100 часов (89 дней) за более чем 560 дней работы на Марсе. В периоды времени, когда скорость ветра в районе расположения Викинга 2 была низкой, аппарат позволял получать данные по сейсмической активности на Марсе. Viking-1 не предоставил никаких данных из-за проблем с активацией сейсмометра.
Высказывалось предположение о марсотрясении магнитудой 2,8 по шкале Рихтера (соответствует измеренной амплитуде поперечной волны 188 мкм на 5 Гц), зафиксированном 6 ноября 1976 года (на 80-й день работы на Марсе) сейсмометром «Викинга-2», но в этот день отсутствовали данные о скорости ветра, поэтому невозможно определить, было ли это марсотрясение или порыв ветра. Единственная марсианская сейсмограмма позволила сделать вывод о том, что условия распространения сейсмических волн на Марсе скорее землеподобны, чем луноподобны. Большая часть информации из исходной записи была преобразована в файлы формата ASCII. Спустя 30 лет запуск программы InSight привёл к повышению интереса к данным, собранным Viking. В ходе дальнейшего анализа данные сейсмографов могут использоваться как одна из крупнейших коллекций обнаружения пыльных вихрей на Марсе.
Космический зонд InSight, который был запущен в мае 2018 года, приземлился на Марсе 26 ноября 2018 года, где установил сейсмометр под названием SEIS (Seismic Experiment for Interior Structure) для поиска марсианских землетрясений и анализа внутренней структуры Марса. Чувствительность сейсмометра достаточна для того, чтобы фиксировать сопровождающееся взрывами разрушение нескольких десятков метеоров в атмосфере Марса в год, а также регистрировать падение метеоритов. Он также зафиксирует, как марсианская кора и мантия реагируют на воздействие метеоритов, что даст представление о внутренней структуре планеты.
Слабый сейсмический сигнал, предположительно от небольшого марсотрясения, был измерен и записан сейсмометром SEIS зонда InSight 6 апреля 2019 года. Сейсмометр SEIS обнаружил вибрацию поверхности одновременно с записью трёх других различных видов звука. Были записаны и три других события 14 марта, 10 и 11 апреля, но эти сигналы были ещё слабее и более неоднозначны по происхождению, что затрудняет определение их причины. За полгода сейсмометр SEIS зафиксировал более 100 событий, 21 из которых — возможные марсотрясения. В период от включения сейсмографа SEIS до 30 сентября 2019 года было зафиксировано 174 марсотрясения, 24 из них имели магнитуду менее 3 баллов по шкале Рихтера. У двух наиболее мощных марсотрясений эпицентр находился в районе системы трещин Борозды Цербера. К середине декабря 2019 года SEIS зафиксировал 322 марсотрясения. C конца июня 2020 года до осени не зафиксировано ни одного марсотрясения. За сентябрь 2020 года SEIS зарегистрировал 5 сейсмических событий, за чуть более одного марсианского года — более 480 марсотрясений, при этом ни один толчок не имел магнитуду более 3,7. Во всех марсотрясениях, зафиксированных SEIS, отмечались только продольные первичные волны (P-волны) и поперечные вторичные волны (S-волны) и ни в одном из них не было поверхностных волн. 7 и 18 марта 2021 года сейсмометр SEIS зафиксировал два марсотрясения магнитудой 3,3 и 3,1 по шкале Рихтера. Два новых сильных марсотрясения были выявлены спустя почти два земных года после регистрации двух сильнейших марсотрясений магнитудой 3,5 и 3,6 по шкале Рихтера.
Почти 50 марсотрясений магнитудой более 2 по шкале Рихтера, зарегистрированных сейсмометром SEIS, позволили учёным сделать вывод о том, что верхняя мантия на Марсе простирается на глубину примерно 700—800 км, а радиус ядра Марса составляет от 1810 до 1860 км.
В данных сейсмометра SEIS, записанных в течение ночи с 18 на 19 февраля 2021 года, не удалось обнаружить никаких сигналов ни от входа, спуска и приземления марсохода Perseverance, ни от искусственных марсотрясений, вызванных падением вольфрамовых блоков на поверхность Марса в 3450 км к западу от сейсмометра.
25 августа 2021 года в Долине Марине произошло низкочастотное марсотрясение силой 4,2 балла (событие S0976a). Зафиксированы сейсмические PP и SS волны. Самое длительное марсотрясение, продолжавшееся 94 минуты (событие S1000a силой 4,1 балла), было зафиксировано 18 сентября 2021 года. Кроме PP и SS волн были зафиксированы Pdiff волны с малой амплитудой, которые во время распространения в недрах Марса пересекли границу ядра и мантии. 4 мая 2022 года SEIS зарегистрировал самое сильное марсотрясение за всю историю исследований Марса, его магнитуда составила 5 баллов.